# Лук Ледебура
Лук Ледебура (лат. Allium ledebourianum) — многолетнее травянистое растение, вид рода Лук (Allium) семейства Луковые (Alliaceae).

## Этимология
Вид назван в честь Карла Христиана Фридриха фон Ледебура, немецкого учёного, педагога и путешественника на русской службе.

## Распространение и экология
В природе ареал вида охватывает Сибирь (Алтай, Саяны), северо-восток Казахстана, северо-запад Монголии и Китай (провинции Хэйлунцзян, Цзилинь, Ляонин, Внутренняя Монголия и Синьцзян-Уйгурский автономный район).
Произрастает на лугах и в долинах рек.

## Ботаническое описание
Луковицы цилиндрические или удлинённо-яйцевидные, диаметром 0,75—1 см, с серовато-бурыми, скорлуповидно-кожистыми, разламывающимися оболочками, по 2—несколько прикреплены к корневищу. Стебель толстоватый, высотой 40—80 см, гладкий, до половины одетый гладкими влагалищами листьев.
Листья в числе 1—2, полуцилиндрические, дудчатые, шириной 5—10 мм, гладкие, короче стебля.
Чехол коротко-заострённый, в полтора—два раза короче зонтика, остающийся. Зонтик пучковато-шаровидный или почти шаровидный, многоцветковый, густой. Цветоножки почти равные, в полтора—три раза длиннее околоцветника, при основании без прицветников. Листочки узкоколокольчатого околоцветника блестящие, розово-фиолетовые, с более тёмной жилкой, продолговато-ланцетные или ланцетные, длиной 7—12 мм, острые. Нити тычинок немного или в полтора раза короче листочков околоцветника, при основании между собой и с околоцветником сросшиеся, цельные, наружные треугольно-шиловидные, внутренние очень узко треугольные. Столбик сильно выдается из околоцветника.
Коробочка в два раза короче околоцветника.

## Таксономия
Вид Лук Ледебура входит в род Лук (Allium) семейства Луковые (Alliaceae) порядка Спаржецветные (Asparagales).
|  |                                      |  |                                                             |                                                             |                   |  | ещё 24 семейства (согласно Системе APG II) | ещё 24 семейства (согласно Системе APG II) |                     |  |  |  | ещё более 870 видов |
|  |                                      |  |                                                             |                                                             |                   |  | ещё 24 семейства (согласно Системе APG II) | ещё 24 семейства (согласно Системе APG II) |                     |  |  |  | ещё более 870 видов |
|  |                                      |  |                                                             | порядок Спаржецветные                                       |                   |  |                                            |                                            | род Лук             |  |  |  |                     |
|  |                                      |  |                                                             | порядок Спаржецветные                                       |                   |  |                                            |                                            | род Лук             |  |  |  |                     |
|  | отдел Цветковые, или Покрытосеменные |  |                                                             |                                                             | семейство Луковые |  |                                            |                                            | вид Лук Ледебура    |  |  |  |                     |
|  | отдел Цветковые, или Покрытосеменные |  |                                                             |                                                             | семейство Луковые |  |                                            |                                            |                     |  |  |  |                     |
|  |                                      |  | ещё 44 порядка цветковых растений (согласно Системе APG II) | ещё 44 порядка цветковых растений (согласно Системе APG II) |                   |  |                                            | ещё около 300 родов                        | ещё около 300 родов |  |  |  |                     |
|  |                                      |  |                                                             | ещё 44 порядка цветковых растений (согласно Системе APG II) |                   |  |                                            |                                            | ещё около 300 родов |  |  |  |                     |